# Mirsk
Mirsk là một thị trấn thuộc huyện Lwówecki, tỉnh Dolnośląskie ở miền tây nam Ba Lan. Thị trấn có diện tích 15 km². Đến ngày 1 tháng 1 năm 2011, dân số của thị trấn là 4111 người và mật độ 280 người/km².